# David I av Skottland
David I (gaeliska: Dabíd mac Maíl Choluim), "David,  Malcolms son", född omkring 1084, död 24 maj 1153, var kung av Skottland 1124–1153. Han var den sjätte och yngste sonen till Malkolm III och hans andra maka Margareta. Han efterträdde sin bror Alexander I på tronen.

## Biografi

### Uppväxt
David växte upp i det engelska hovet under Vilhelm Rufus, dit han hade blivit skickad i exil tillsammans med sina bröder Alexander och Edgar då hans farbror Donald Bane övertog den skotska tronen. Efter Vilhelm besteg Henrik I Englands tron och tog till maka Davids syster Edith, vilken som drottning tog namnet Mathilda. Detta släktband kom att befrämja den vänskapliga atmosfären mellan David och det engelska kungahuset, vilket senare visade sig användbart.
Henrik hjälpte till med att arrangera Davids äktenskap med Maud, grevinna av Huntingdon, varigenom David kom i besittning av hennes landområden i mellersta England. Maud födde honom en son, som han döpte till Henry efter sin välgörare. Det engelska inflytandet var också stöd då Davids bröder installerade honom som Prins av Cumbrianerna, vilket gav honom ytterligare betydande egendomar i nordligaste England.

### Tronföljdsstriderna
Efter Alexanders död utropade sig David till kung men innan han kunde bestiga tronen var han tvungen att konfrontera både Malcolm, Alexanders son och William Fitz Duncan, son till Duncan II. Bägge skulle ha varit närmare tronföljden enligt förstfödslorätten, som småningom började vinna insteg men ingendera hade stöd av det engelska kungahuset. Den skotska adeln stod inför alternativen att acceptera David, eller riskera krig med England. Malcolm valde svärdet, men efter två stora slag drog sig Malcolm oskadd tillbaka till områden som inte kontrollerades av David, och höll sig tills vidare undan.
David kröntes i Scone 1124, men regerade i praktiken bara i den sydligaste delen av Skottland utöver sina besittningar i norra England. Under slutet av 1120-talet besökte han flera gånger engelska hovet, där han bland annat satt till tings i en rättegång mot Geoffrey de Clinton gällande landsförräderi. Under en av dessa resor avled hans maka 1130 och Malcolm passade på tillfället att samla en här och med stöd av Óengus av Moray, en dotterson till Lulach marschera mot David. Davids ståthållare, en man vid namn Edward mötte honom i ett slag i Stracathro, där han i grunden besegrade dem, varvid även Óengus stupade och David alltså kom att behärska Moray. Malcolm lyckades dock ta sig levande ur striden och ägnade de följande fyra åren åt att göra livet surt för Davids anhängare. Detta "inbördeskrig" fick sitt slut först då kung Henrik åter kom till undsättning i form av en flotta, med vars hjälp David lyckades infånga Malcolm och i och med fängslandet försvann Malcolm ur historien.

### Regim
Efter dessa stridigheter kontrollerade David större delen av det egentliga Skottland. Han installerade sin tidigare rival, William Fitz Duncan, som jarl i Moray efter Oengus, möjligen som kompensation för den mista tronföljdsrätten, och fick honom därmed som allierad. Han försökte sig också på att överta kontrollen av Orkneyöarna genom att installera en kusin som ståthållare där men norska kungen gick inte med på att inskränka sin makt och situationen där förblev vid det tidigare.
Då David emellanåt hade händerna lediga, ägnade han sig åt att grunda kloster. Han grundade under sin regim fler än ett dussin kloster och etablerade bland andra Glasgows biskopsstift. Förutom att vara ett uttryck för den fromhet som historikerna tillskrev honom, blev klostren centrum för bildning, agrikultur och övriga kontinentala influenser och bidrog till att tränga undan det keltiska inslaget i Skottland och understödja de engelska och normandiska strömningarna. Munkarna bidrog till välståndet i landet med att introducera nya jordbruksmetoder och stod för en stor del av produktionen av bland annat ull och kol. David var också aktivt verksam med och såg till att den skotska kyrkan behöll sin självständighet gentemot ärkebiskopsdömena i York och Canterbury.

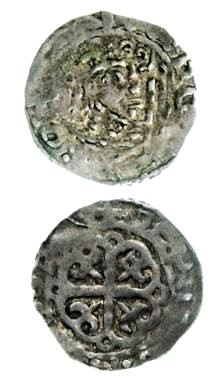
David I:s silvermynt

Administrativt införde David nyheter i en mängd som kom senare historiker att kalla perioden för den "Davidska revolutionen". Han etablerade en serie befästningsverk, eller mindre borgar, ("mottes") som styrdes av styresmän, "sheriffer" som tog hand om administrationen och taxeringen, var och en i sitt distrikt. Beträffande lantegendomar införde han en form av feodalism, som bidrog till att upprätthålla ordningen och introducerade till godsen frankiska och normandiska ädlingar som också införde moderna seder i området. Som högsta rättsinstans utsåg han en "justiciar", som närmast kan jämföras med en minister, som hade hand om rättsväsendet i riket. Med silver från gruvor i hans landområden i Cumbria, i Alston i östra utkanten av det som idag kallas Lake District slog han Skottlands första mynt. Han grundade också flera städer, som bidrog till att understödja kommersen och det allmänna välståndet.

### David och England
I början av sin karriär hade David stort stöd av England under Vilhelm II och Henrik I, men då Henrik dog 1135 kom David att satsa på fel häst. Han understödde Henriks dotter (och alltså Davids systerdotter) Matilda i hennes krav på tronen, (Henriks söner hade omkommit vid ett skeppsbrott 1120) men hon förlorade tämligen omgående tronen till Henriks systerson Stefan av Blois. Under hela resten av 1130-talet var David av och till i krig med Stefan, ömsom slutande avtal och ömsom marscherande på nytt. Han hade där sin tidigare rival William Fitz Duncan som bundsförvant och denne skötte det mesta av krigföringen. Genom alla dessa avtal lyckades kontrahenterna mestadels undvika handgriplig konfrontation och endast ett fåtal slag utkämpades. Det mest avgörande var slaget vid Standard i augusti 1138, där Davids styrkor led nederlag. Stefan hade å andra sidan fortsättningsvis händerna fulla med att försvara Englands tron mot anhängare av Matilda. Tillståndet i landet var emellanåt närmast kaotiskt och detta bidrog till att David trots allt kom ur konflikten stärkt både i sin ställning och beträffande det territorium som han kontrollerade.
Hans ende son, Henry, ärvde grevetiteln Earl of Northumbria av sin mor och var utsedd till tronarvinge när han dog sotdöden sommaren 1152. David arrangerade hastigt utbildning för Henrys äldste son Malkolm med sikte på tronen och vid Davids död i maj 1153 på Carlisle, hans favoritresidens i Cumbria, besteg Malcolm tronen hunnen bara till de tidiga tonåren.